# Victoria (bateau)
Pour les articles homonymes, voir Victoria.
La Victoria ou Vittoria ou Nao Victoria (Victoire, en espagnol) est une caraque trois-mâts carré espagnole de 1519. Elle est le premier navire de l'histoire à accomplir le tour du monde entre 1519 et 1522 (circumnavigation Magellan-Elcano), via le détroit de Magellan, à l'époque des grandes découvertes, avec l'expédition de 5 navires des navigateurs-explorateurs Fernand de Magellan et Juan Sebastián Elcano. 

## Historique
Cette caraque trois-mâts carré de 85 tonneaux et 10 canons est construite dans les chantiers navals d'Ondarroa, du royaume de Castille et du Pays basque espagnol de l'Empire espagnol. 

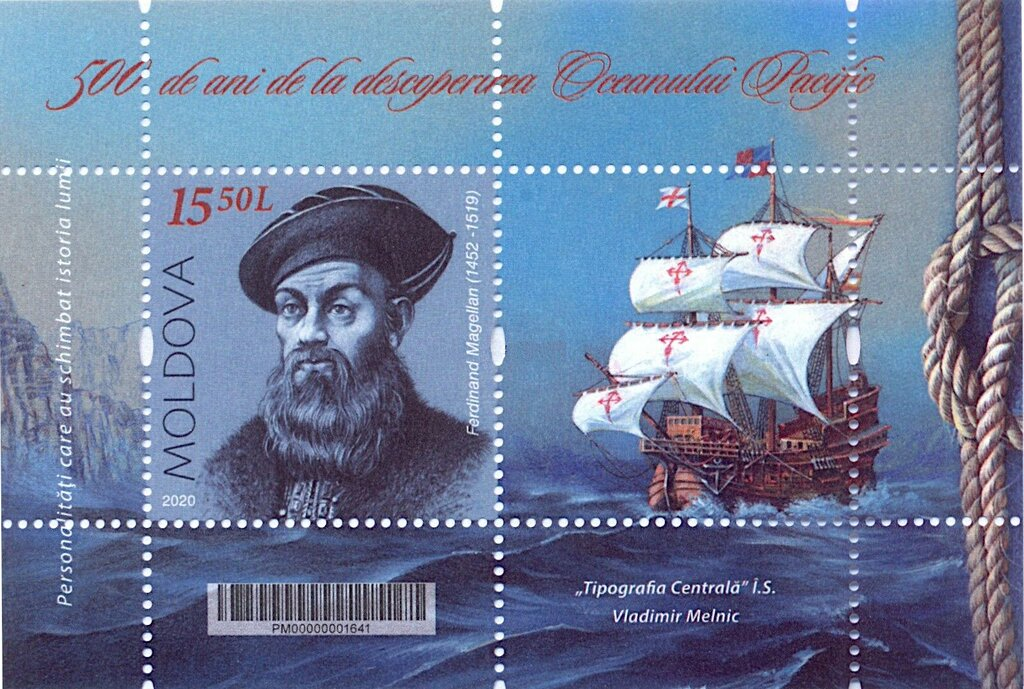
Fernand de Magellan
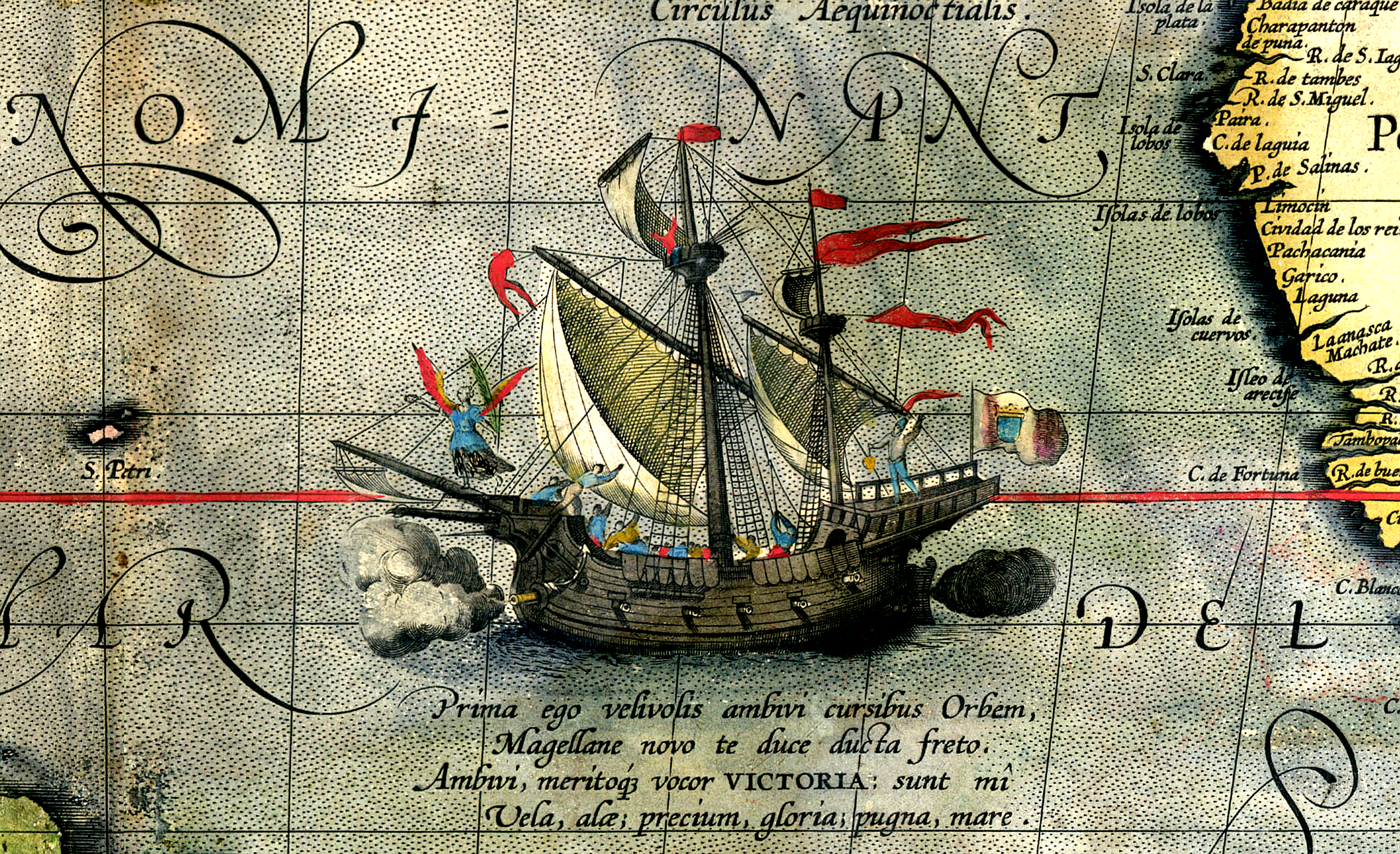
Détail d'une carte d'Ortelius, de 1590
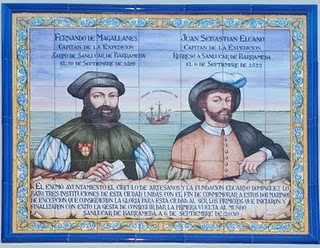
Fernand de Magellan et Juan Sebastián Elcano

Elle est achetée et armée par le roi Charles Ier de Castille et d'Aragon (petit-fils héritier d'Isabelle la Catholique, élu empereur Charles Quint en 1520), pour découvrir la route commerciale occidentale recherchée par Christophe Colomb, en 1492, vers les Indes orientales, et en particulier vers les îles Moluques espagnoles en Indonésie (îles aux épices, histoire du commerce des épices), en recherchant un passage au sud de l'Amérique du Sud. 

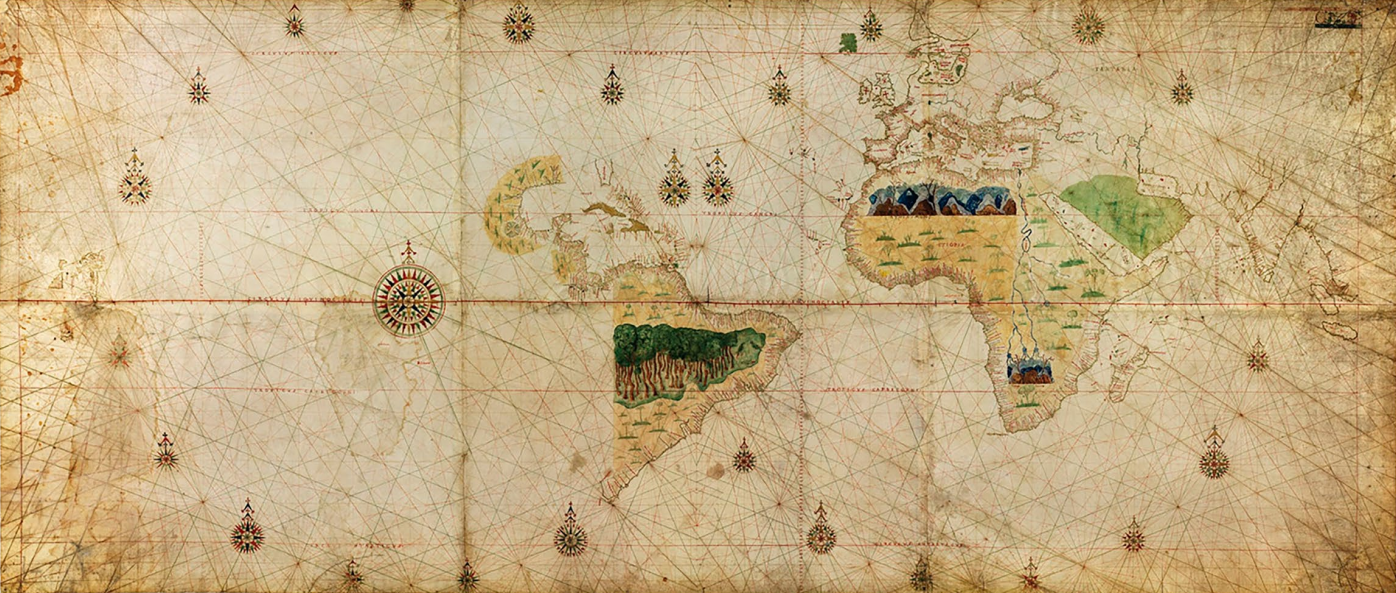
Planisphère de Salviati de 1523
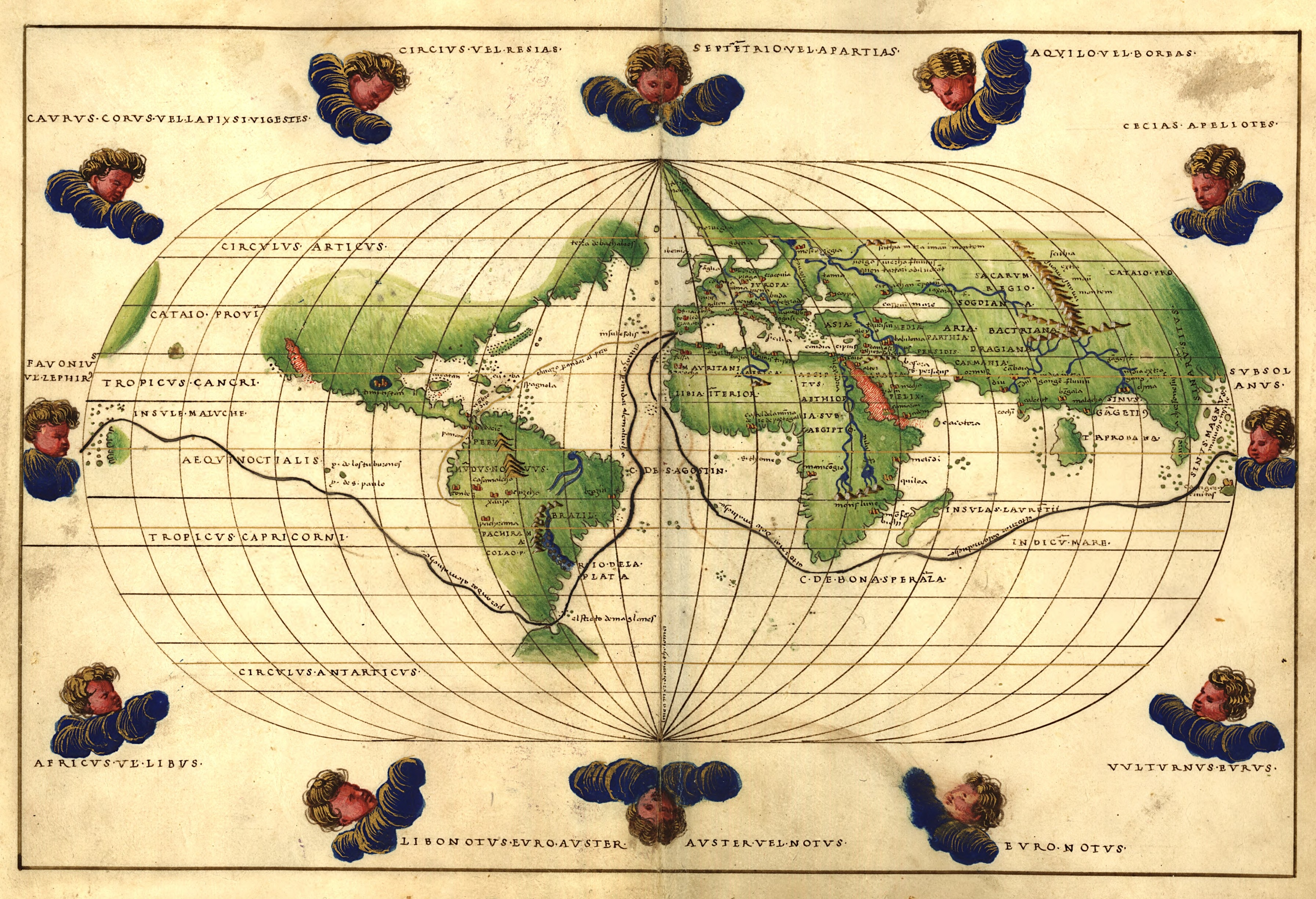
Circumnavigation Magellan-Elcano (1519–1522)

A l'image de la Santa María (1492) de Christophe Colomb, elle fait partie d'une expédition de la marine espagnole, placée en 1518 sous le commandement du navigateur-explorateur portugais Fernand de Magellan, avec quatre autres navires Concepción (en) (navire amiral de 90 tonneaux), Trinidad (en) (110 tonneaux), San Antonio (es) (120 tonneaux), et Santiago (es) (75 tonneaux).

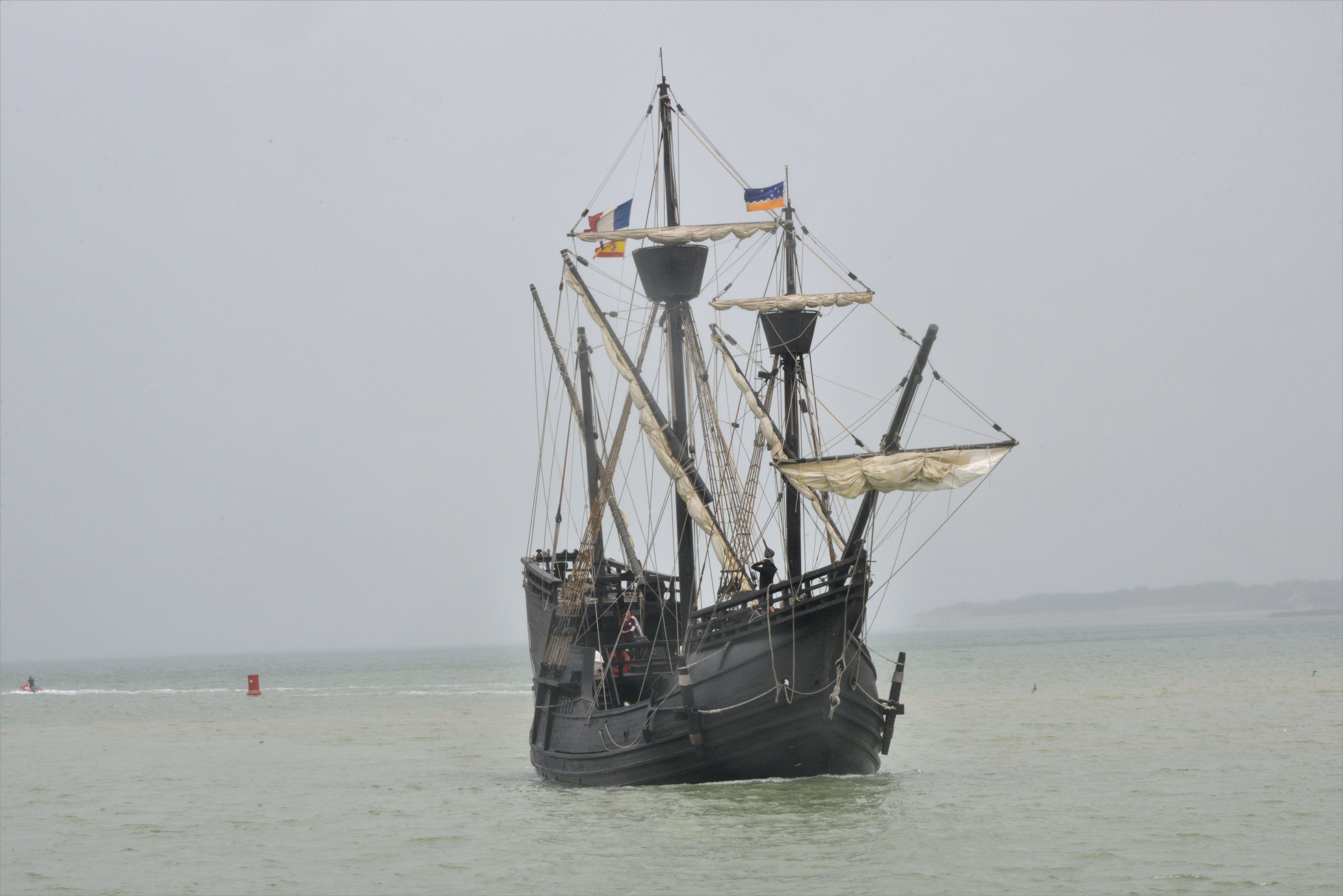
La Nao Victoria (reconstitution) dans la baie de La Rochelle.

Cette flotte quitte Séville le 10 août 1519, par le fleuve Guadalquivir, en passant par Rio de Janeiro au Brésil, puis par le Río de la Plata. Elle explore et découvre alors un passage vers l'océan Pacifique (découvert par Magellan et nommé ainsi en raison de ses conditions de navigation calmes et paisibles), au sud de l'Amérique (le Nouveau Monde de Christophe Colomb) avec la découverte de la Terre de Feu (proche du cap Horn) et du détroit de Magellan entre les 21 octobre au 27 novembre 1520. Elle rejoint ensuite les Philippines, avant d'accomplir le tour du monde (circumnavigation Magellan-Elcano, entre 1519 et 1522), en passant par l'océan Indien, et le cap de Bonne-Espérance au sud de l'Afrique (découvert par Vasco de Gama en 1498). 

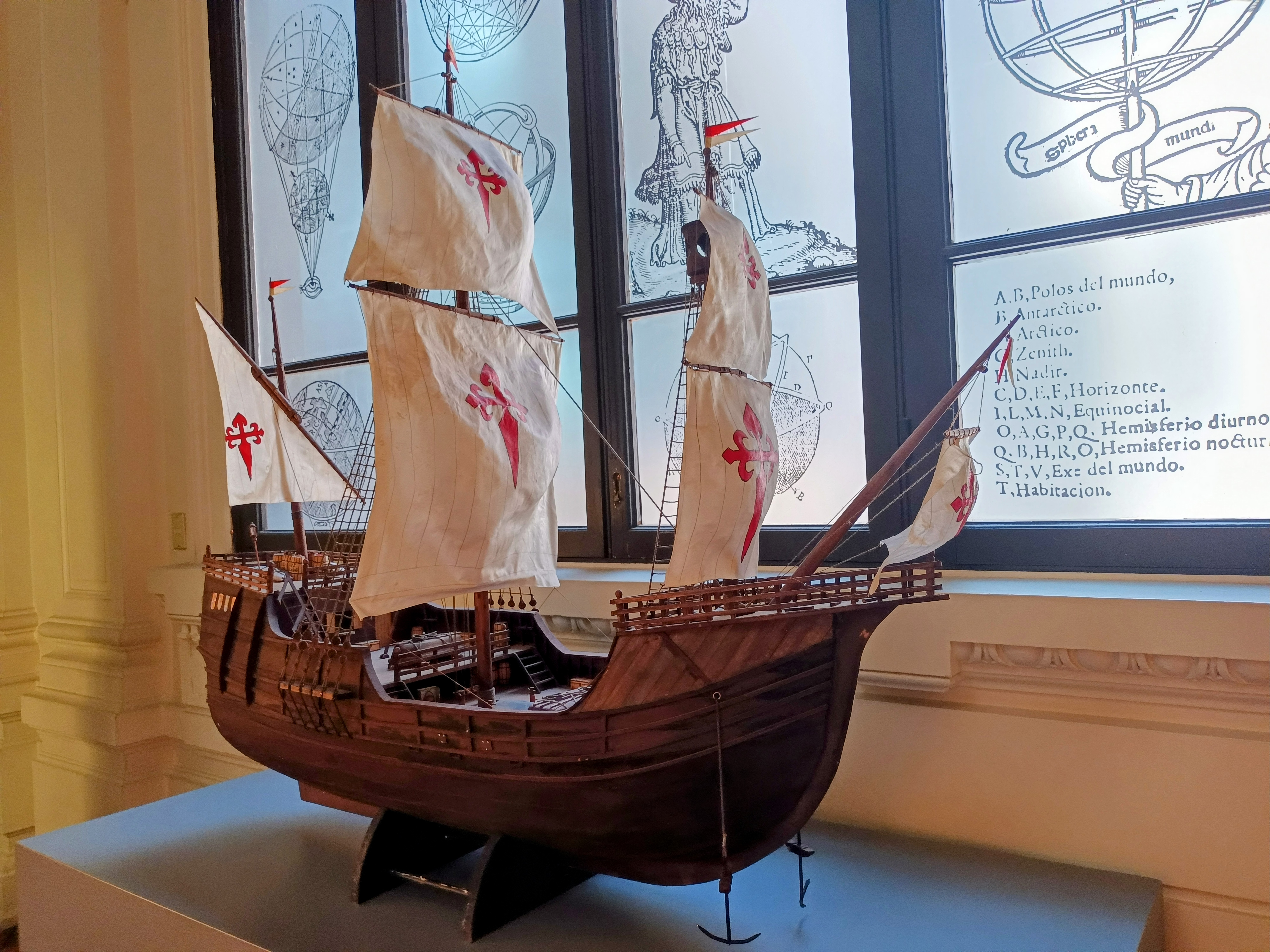
Modèle réduit de la Bibliothèque nationale du Chili, de Santiago du Chili.

Magellan est tué au combat le 27 avril 1521, en s'impliquant dans un conflit avec un chef de population locale, à la bataille de Mactan aux Philippines. La Victoria passe alors le 16 septembre 1521 sous le commandement du capitaine Juan Sebastián Elcano (affecté au départ comme maître à bord de la concepción (en)). Elle est le seul navire rescapé de la flotte à boucler le tour du monde pour revenir à son port d’attache de Séville, en Europe, le 8 septembre 1522, après 68 000 km en mer, avec 18 hommes sur les 242 membres d’équipage, soit 3 ans et 29 jours après son appareillage de ce même port de Séville. L'événement eut un retentissement considérable en Europe, en particulier grâce au Journal du voyage de Magellan d'Antonio Pigafetta, un des survivants du périple. Après son retour, la Victoria est affectée à des voyages commerciaux entre Saint-Domingue des Caraïbes et l'Espagne, durant lesquels elle coule vers 1570.

## Reconstitutions
Plusieurs reconstitutions hypothétiques ont été construites, avec un premier navire réalisé pour l'Exposition universelle de 1992 à Séville, qui a effectué un tour du monde de 2004 à 2006.

Quelques reconstitutions de la Victoria
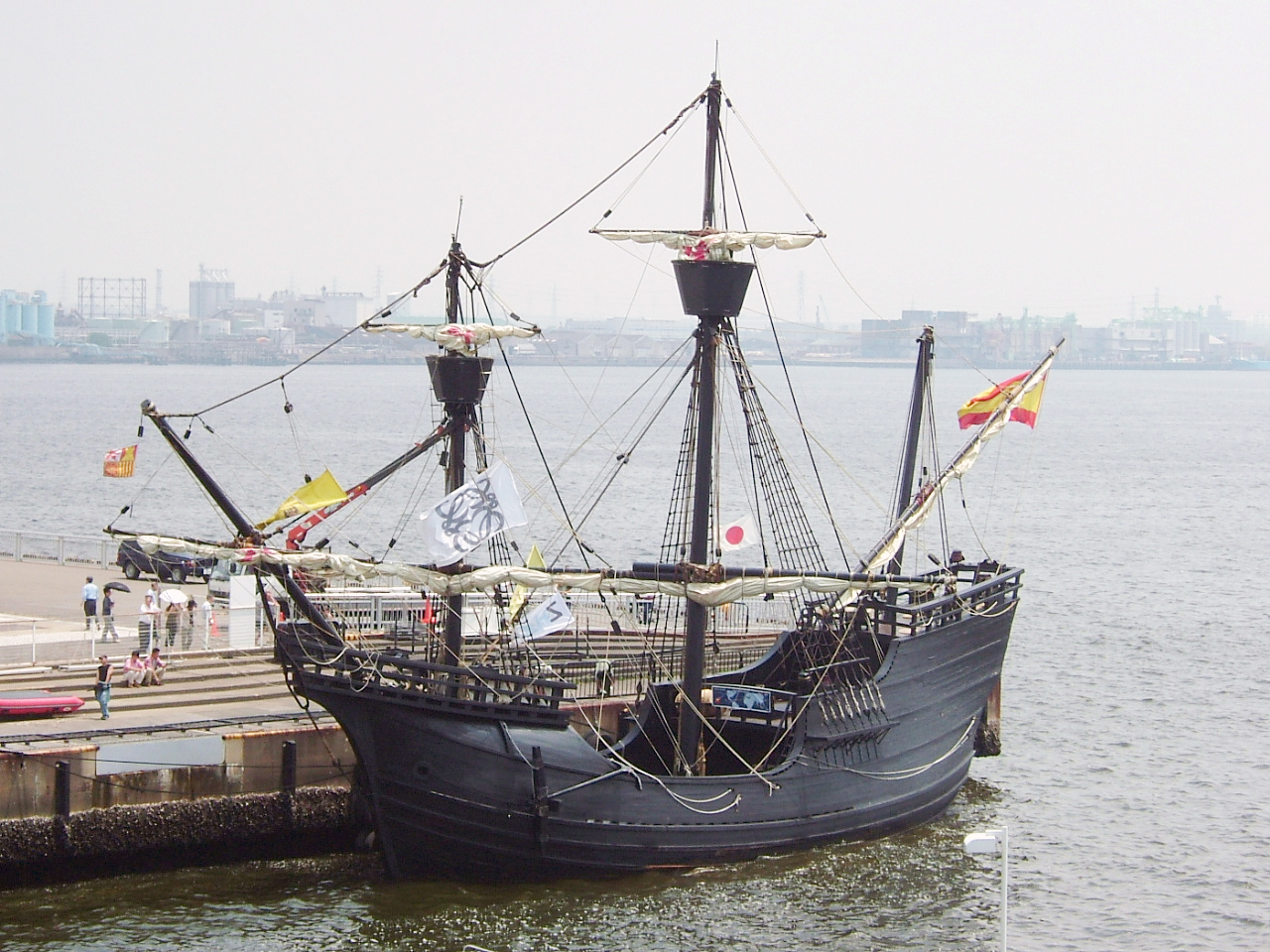
À l'Exposition spécialisée de 2005 au Japon
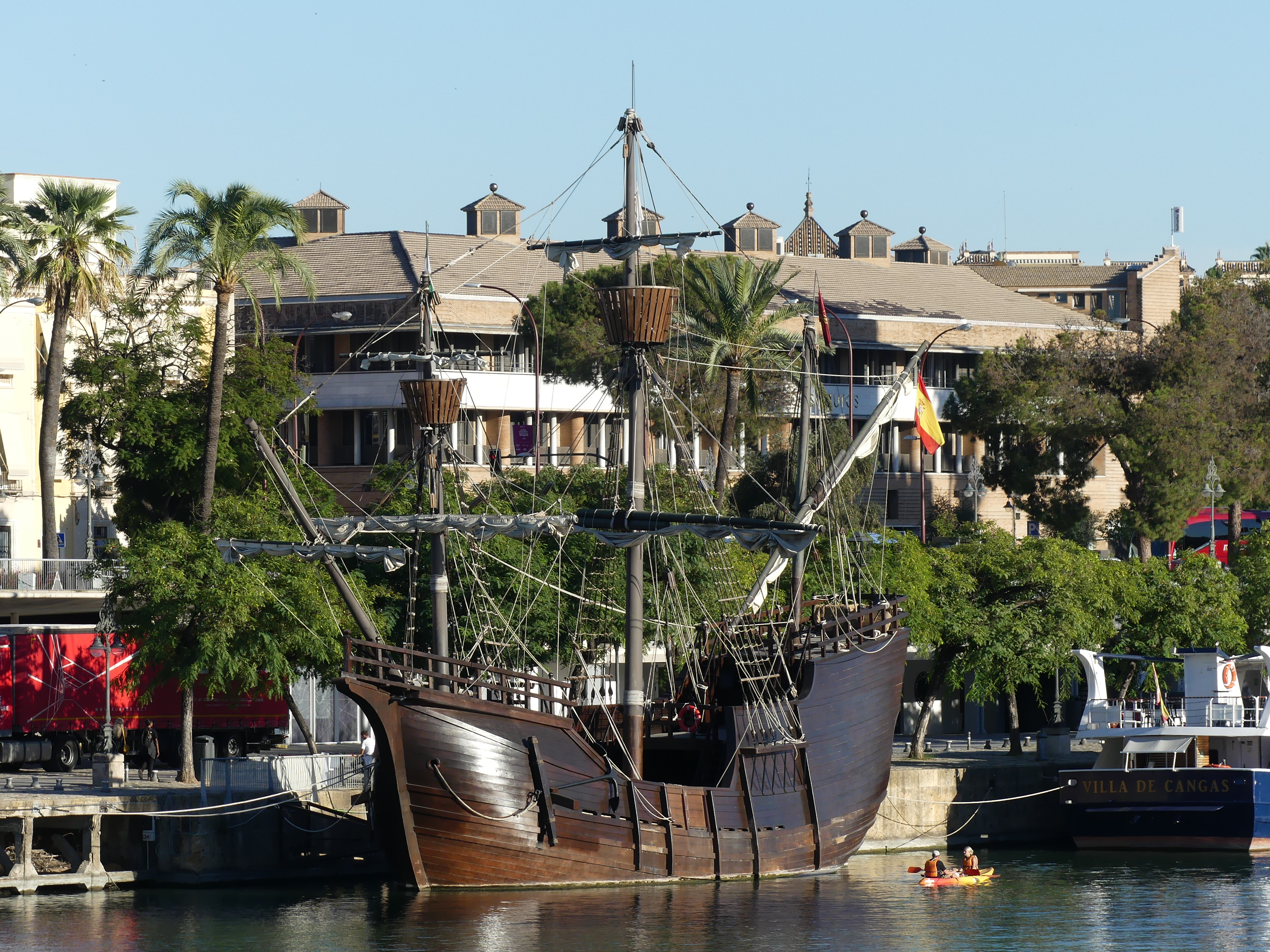
à Séville en Andalousie
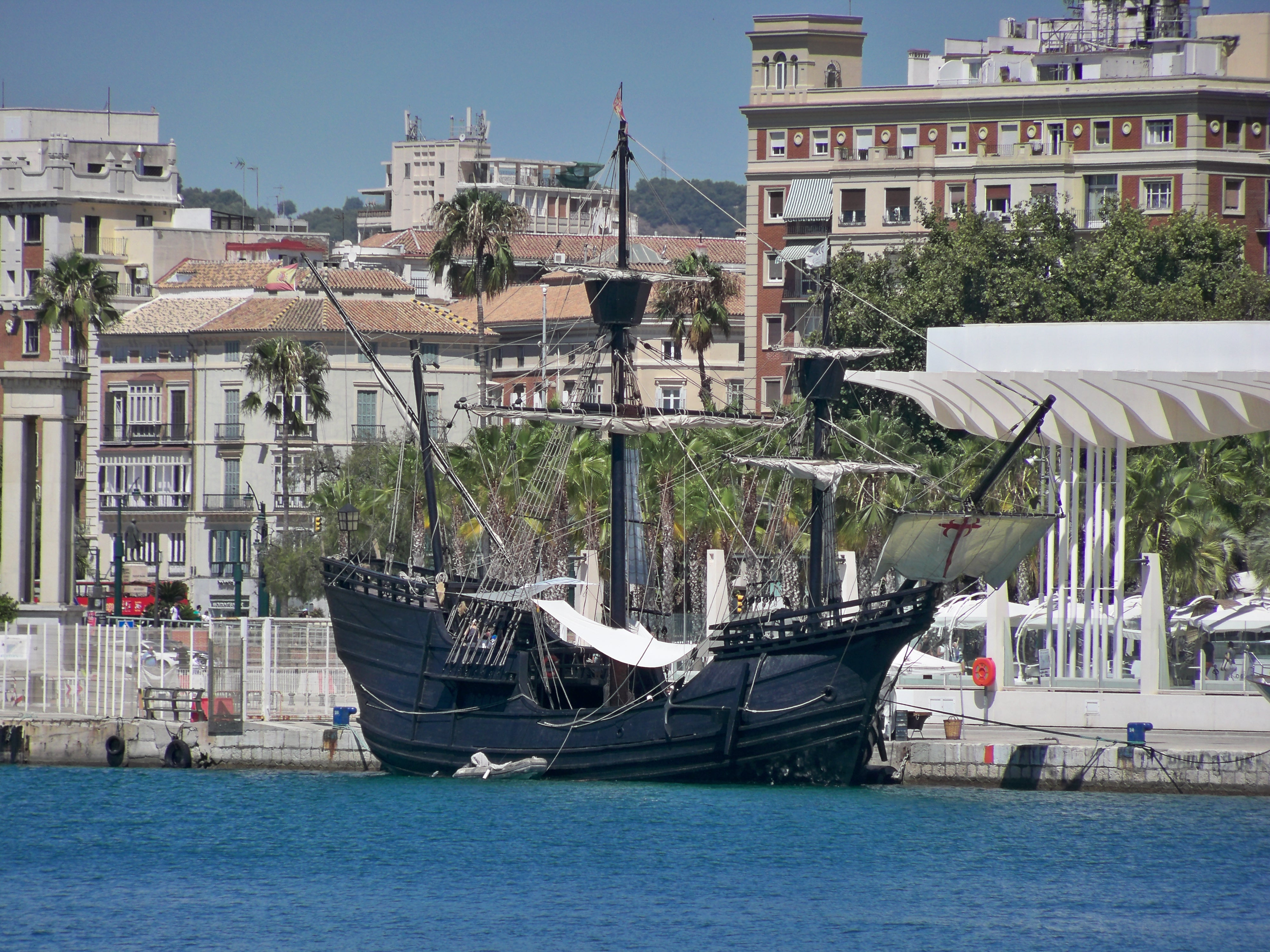
à Malaga en Andalousie
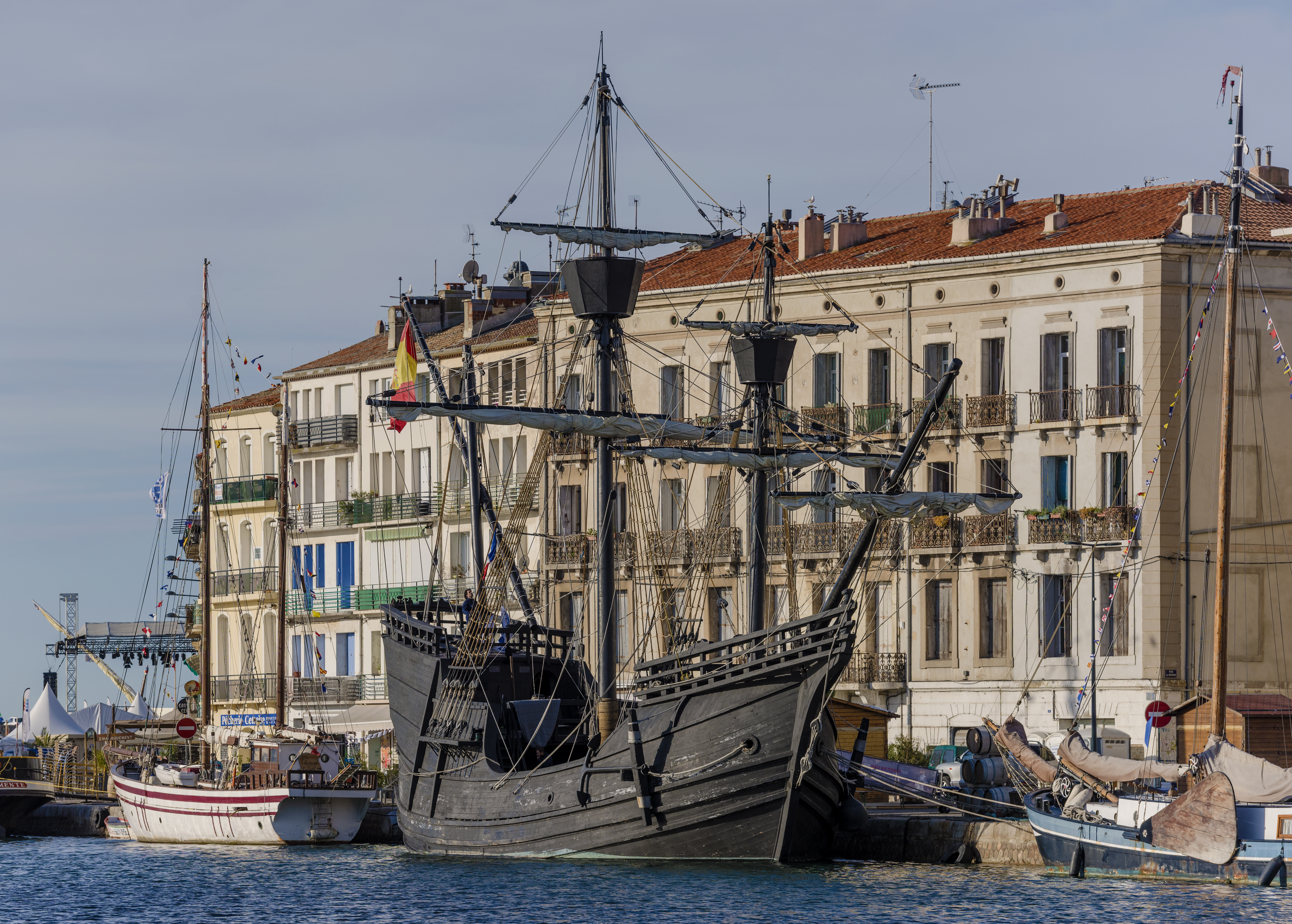
à Sète (Escale à Sète)

La Nao Victoria est une reconstitution de la Victoria du début des années 2000, construite par un entrepreneur chilien de Punta Arenas dans le détroit de Magellan au Chili. Elle est présente pour sa première participation à l'Armada de Rouen 2023, avec le pailebote Pascual Flores, ainsi qu'à la seconde édition de Lorient Océans en 2023, Fécamp Grand'Escale 2024, Festival des Voiles de Travail, ou encore à la Fête de la mer de Boulogne-sur-Mer...

## Hommages
- Sanlúcar de Barrameda 2019-2022 (5e centenaire de la 1re circumnavigation de la Terre, du 20 septembre 2019 au 6 septembre 2022)
- Musée Nao Victoria du détroit de Magellan au Chili
- L'escarpement Victoria Rupes de Mercure (planète).
- Victoria (cratère), sur Mars (planète).